# ميتافانادات الأمونيوم
 ميتا فانادات أمونيوم  مركب كيميائي له الصيغة NH4VO3 ، ويكون على شكل بلورات صفراء شاحبة .